# Instituto Nacional de Bellas Artes y Literatura
Das Instituto Nacional de Bellas Artes y Literatura (INBAL) in Mexiko-Stadt ist das nationale Institut der schönen Künste und Literatur von Mexiko und wurde am 31. Dezember 1946 gegründet. Teilweise ist auch die Bezeichnung Instituto Nacional de Bellas Artes (INBA) gebräuchlich. Sitz der Institution ist der Palacio de Bellas Artes.
Der Aufgabenschwerpunkt der seit weit über 50 Jahren existierenden Institution ist die Verbreitung, der Schutz und die Aufbewahrung der Künste und kulturellen Manifestationen Mexikos und anderer Nationen, sowie Forschung und künstlerische Bildung. Zu den Aufgaben zählt aber auch die Förderung des Wissens über neue künstlerische Strömungen.
Das Institut verfügt über eine Vielzahl an Abteilungen, künstlerischen Ensembles, drei nationale Zentren zur Aufbewahrung des literarischen Bestandes, 29 Schulen und weitere Einrichtungen. Eine der Schulen, die für Entwurf und Kunsthandwerk, wurde 1962 durch José Chávez Morado gegründet.